# Sean Dunphy
Sean Dunphy (30 novembre 1937 – Baldoyle, 17 maggio 2011) è stato un cantante irlandese.
Ha partecipato all'Eurovision Song Contest 1967 in rappresentanza dell'Irlanda, con il brano If I Could Choose, classificandosi al secondo posto.